# Hudiesaurus
Genre
Espèce
Hudiesaurus (signifiant « lézard papillon) est un genre de dinosaures sauropodes du Jurassique retrouvé en Chine. Il aurait mesuré une trentaine de mètres de longueur,.
L'espèce type, Hudiesaurus sinojapanorum, a été décrite par Dong Zhiming en 1997. Le nom générique est tiré du mandarin hudie (« papillon »), faisant référence à la forme de la vertèbre dorsale retrouvée, d'une taille de 55 centimètres. Le nom spécifique réfère aux membres de l'expédition, mais peut également être lu comme « partie centrale » en chinois, un jeu de mots avec le nom du groupe de presse japonais Chunichi Shinbun, qui a financé les recherches.
L'espèce type est basée sur des fossiles retrouvés en 1993 dans la formation géologique Kalazha (en) près de Qiketia, au Shanshan, par une expédition sino-japonaise. Le spécimen type, IVPP V 11120, est composé d'une vertèbre dorsale. D'autres restes d'un spécimen apparemment plus petit, IVPP P. 11121, ont été retrouvés à environ un kilomètre de l'holotype. Ils consistent en une patte avant droite presque complète et de dents.
En 2004, Paul Upchurch rejette l'identification en raison de manque de matériel.
Dong pense que Hudiesaurus a pu être lié à Mamenchisaurus et l'a donc classé dans les Mamenchisauridae. Cependant, Upchurch affirme que ce serait un autre genre d'Eusauropoda.